# Keene (Nuevo Hampshire)
Keene es una ciudad ubicada en el condado de Cheshire en el estado estadounidense de Nuevo Hampshire. En el Censo de 2010 tenía una población de 23.409 habitantes y una densidad poblacional de 241,01 personas por km².

## Geografía
Keene se encuentra ubicada en las coordenadas 42°57′13″N 72°18′25″O / 42.95361, -72.30694. Según la Oficina del Censo de los Estados Unidos, Keene tiene una superficie total de 97.13 km², de la cual 96.47 km² corresponden a tierra firme y (0.67%) 0.66 km² es agua.

## Demografía
Según el censo de 2010, había 23.409 personas residiendo en Keene. La densidad de población era de 241,01 hab./km². De los 23.409 habitantes, Keene estaba compuesto por el 95.32% blancos, el 0.62% eran afroamericanos, el 0.18% eran amerindios, el 2.02% eran asiáticos, el 0% eran isleños del Pacífico, el 0.47% eran de otras razas y el 1.39% pertenecían a dos o más razas. Del total de la población el 1.59% eran hispanos o latinos de cualquier raza.

## Personas destacadas
- Edwin Eugene Bagley, compositor estadounidense.
- Jonathan Daniels, activista asesinado durante el movimiento por los derechos civiles.
- Robert Rodat, guionista y productor de cine y televisión estadounidense.